# Sans Réserve
Ne doit pas être confondu avec Sans réserve.
Le Sans Réserve est une salle de concert et un studio d'enregistrement de musiques actuelles situé à Périgueux, dans le département de la Dordogne.

## Historique
Des activistes des musiques alternatives se regroupent en 1993 au sein du Collectif 24 et souhaitent une salle de concert. La ville de Périgueux investit alors 4 600 000 FRF dans un gymnase du quartier du Toulon. Le bâtiment est officiellement inauguré en octobre 2000 sous la dénomination de Réservoir, après avoir été isolé phoniquement et électrifié. Une situation conflictuelle s'instaure rapidement entre la ville et le collectif, si bien que celui-ci se retire du projet, laissant le théâtre L'Odyssée prendre en charge la gestion de la salle.
En 2002, Guy Garcia prend la direction de l'établissement et la situation se stabilise. L'association Sans Réserve est créée le 30 avril 2002,. Son ambition ne se limite pas à la programmation de concerts mais souhaite proposer « des actions qui s'adressent à des publics variés », tels que des classes de maître et des ateliers avec des écoliers ou des prisonniers.
En 2019, le Sans Réserve est labellisé « scène de musiques actuelles (Smac) » par le ministère de la Culture.
À partir de février 2024 et jusqu'à septembre 2025, le bâtiment va faire l'objet d'une restructuration et d'une extension de 260 m2.

## Description

### Équipements
Le Sans Réserve possède plusieurs équipements sur sa superficie totale de 500 m2 : un bar proposant de la bière pression et des sodas, ouvert jusqu'à 1 h ; un parking gratuit ; une salle de concert isolée phoniquement, d'une capacité totale de 500 places debout ; la scène s'étend sur 63 m2, avec à l'arrière une console numérique ; deux loges pour les artistes. Le complexe est non-fumeur depuis le 1er janvier 2008.

### Gestion et financement
Les bâtiments sont gérés par l'association « Sans Réserve » (membre de la Fédération des lieux de musiques actuelles et du Réseau aquitain des musiques actuelles), aux côtés de la ville de Périgueux qui est propriétaire des lieux. En 2014, l'association compte environ 400 adhérents.
Les ressources financières de l'association proviennent entre 65 et 70 % de subventions des mairies de Périgueux et de Coulounieix-Chamiers, de la direction régionale des Affaires culturelles, du conseil régional d'Aquitaine et du conseil départemental de la Dordogne. Le reste est assuré par les adhésions, la billetterie des concerts, le coût des répétitions, les revenus du bar, les enregistrements, les stages et les coproductions. Le budget de fonctionnement du Sans Réserve s'élève à 530 000 € en 2015.

### Programmation et fréquentation
La fréquentation du Sans Réserve augmente régulièrement : 7 400 spectateurs en 2012, 9 000 en 2013 et 9 675 en 2014. En 2014, 49 événements présentant au total 114 groupes sont organisés.

## Liste d'artistes notables qui s'y sont produits
| - Acid Mothers Temple - Alice Lewis - Club Cheval - Dirty Honkers - DJ Vadim | - Emily Wells - Left Lane Cruiser - Manu le Malin - Orange Blossom - Pigalle | - Sarraco - Tha Trickaz - The Abyssinians - The Excitements - Treponem Pal |